# Бомбардувальник завжди прорветься

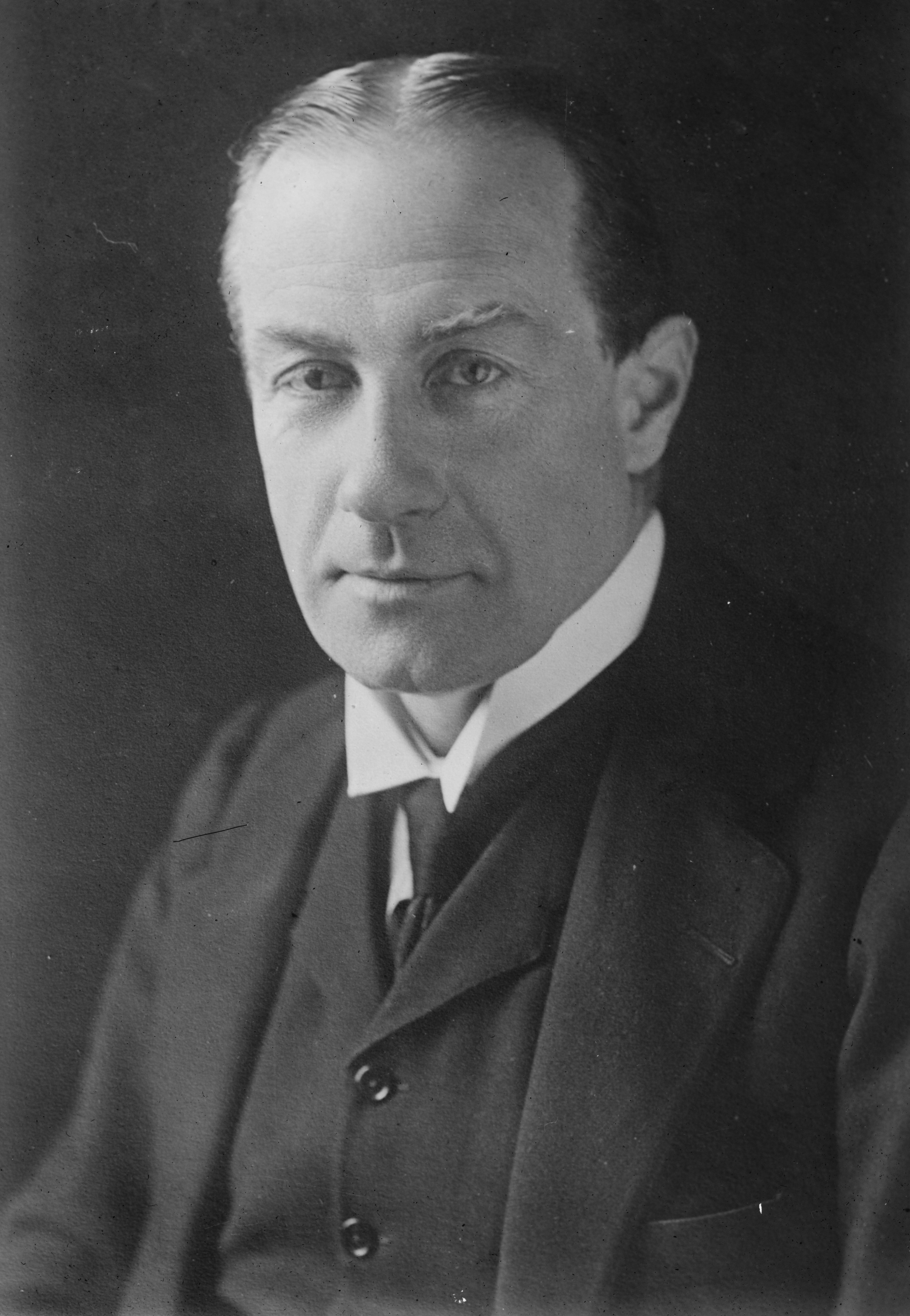
Стенлі Болдвін наприкінці 1920-х років

«Бомбардувальник завжди прорветься» (англ. The bomber will always get through) — фраза, яка була використана Стенлі Болдвіном під час його промови «Страх за майбутнє» (A Fear for the Future) в англійському парламенті в 1932 році і пізніше стала формулюванням доктрини розвитку британської авіації. Йдеться про те, що розвиток технологій зробив можливим виконання стратегічного бомбардування, якому неможливо протистояти. Відповідно, слід розвивати власні сили, щоб «більш швидко вбити більшу кількість жінок та дітей ворога і тим самим захистити себе».
На момент проголошення промови авіація розвивалась швидкими темпами, дозволяючи створення все більших і більших літаків. На якийсь момент різниця у потужності між одномоторними винищувачами та багатомоторними бомбардувальниками стала дуже значною. Винищувачі ставали занадто повільними та не могли вчасно перехоплювати бомбардування. Також передбачалось, що виконання нічних бомбардувань ще більше посилить цю тенденцію.
До винайдення радара системи спостереження протиповітряної оборони були аудіовізуальними. Від попередження до нападу проходило всього кілька хвилин, тому винищувачі фактично не встигали піднятись у повітря для оборони.
До початку Другої світової війни експерти були схильні переоцінювати можливі втрати серед цивільного населення від бомбардувань. Наприклад, у 1939 році Безіл Ліддел Гарт передбачав, що в перший тиждень після початку бомбардувань загине до 250 000 цивільних.
З часом ситуація в авіаційній галузі знову змінилась, і такі теорії перестали бути начасними. Нові моделі винищувачів створювались з використанням тих же самих технологій, що й у бомбардувальників, тому їх характеристики стали досить близькими. Водночас винайдення радара збільшило час попередження, завдяки чому винищувачі змогли вчасно набирати висоту для відбиття авіаударів. Нарешті, під час Битви за Британію ВПС союзників спочатку змусили німців відмовитись від проведення бомбардування протягом дня, а пізніше напади було зовсім скасовано.